# Rivière à la Chasse (vattendrag i Kanada, lat 49,20, long -68,19)
Rivière à la Chasse är ett vattendrag i Kanada.   Det ligger i provinsen Québec, i den östra delen av landet, 700 km nordost om huvudstaden Ottawa.